# Rhaphidura sabini
Rhaphidura sabini là một loài chim trong họ Apodidae. Chúng được tìm thấy ở Angola, Cameroon, Cộng hòa Trung Phi, Cộng hòa Congo, Cộng hòa Dân chủ Congo, Bờ Biển Ngà, Guinea Xích Đạo, Gabon, Ghana, Guinea, Kenya, Liberia, Nigeria, Sierra Leone, Togo, và Uganda.